# چرا احمق‌ها عاشق می‌شوند (فیلم)
چرا احمق‌ها عاشق می‌شوند (به انگلیسی: Why Do Fools Fall in Love) فیلمی محصول سال ۱۹۹۸ و به کارگردانی گرگوری ناوا است. در این فیلم بازیگرانی همچون هلی بری، ویویکا ای فاکس، للا روشون، لارنس تیت، لیتل ریچارد، پل مازورسکی، پاملا رید، آلکسیس کروز، جان هورتاس، میگوئل ای. نونیز جونیور، کلیفتون پاول، لین اسمیت، بن ورین، پائولا جای پارکر، مارسلو ددفورد، آریس اسپیرز و جی. آگوست ریچاردز ایفای نقش کرده‌اند.